# Tarasio (nome)
Tarasio  è un nome proprio di persona italiano maschile.

## Varianti in altre lingue
- Basco: Tarasio
- Bulgaro: Тарасий (Tarasij)
- Francese: Taraise
- Greco antico: Ταράσιος (Tarasios)[3]
- Greco moderno: Ταράσιος (Tarasios)
- Latino: Tarasius, Tharasius[1]
- Macedone: Тарасиј (Tarasij)
- Polacco: Tarazjusz
- Portoghese: Tarásio
- Russo: Тарасий (Tarasij)
- Serbo: Тарасије (Tarasije)
- Spagnolo: Tarasio
- Ucraino: Тарасій (Tarasij)

## Origine e diffusione
Deriva dal nome greco Ταράσιος (Tarasios), di origine non del tutto certa; potrebbe essere di origine etnica, da Taras, un antico nome della città di Taranto, avente quindi il significato di "di Taranto", "proveniente da Taranto", oppure potrebbe basarsi sul verbo ταράσσω (taràsso, "turbare", "scuotere"). Alcune fonti ricollegano a Tarasio il nome ucraino Тарас (Taras).
La sua diffusione, scarsissima, è dovuta al culto verso il santo così chiamato.

## Onomastico

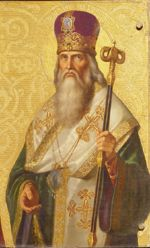
Tarasio di Costantinopoli

L'onomastico può essere festeggiato il 18 febbraio (o il 25 dello stesso mese) in memoria di san Tarasio, patriarca di Costantinopoli.

## Persone
- Tarasio di Costantinopoli, vescovo bizantino